# Dornelas (Boticas)
Dornelas es una freguesia portuguesa del concelho de Boticas, con 36,64 km² de superficie y 413 habitantes (2001). Su densidad de población es de 11,3 hab/km².